# Tetrapoli siriaca
Con tetrapoli siriaca si intende un insieme di quattro città fondate in Siria settentrionale alla fine del IV secolo a.C. da Seleuco I Nicatore, il fondatore della dinastia seleucide. Queste quattro città erano il cuore dello Stato nell'epoca ellenistica: si chiamavano Seleucia di Pieria, Antiochia, Laodicea a mare (l'attuale Lattakia) e Apamea.
La tetrapoli siriaca era composta da cittadine di un certo rilievo che derivavano la loro importanza dalle scelte strategice di Seleuco I a seguito della vittoria su Antigono nel 301 a.C. Mentre Antiochia e Apamea erano nell'entroterra e costituivano i confini occidentali del sistema economico-amministrativo dello stato, Seleucia di Pieria e Laodicea erano città marittime create artificialmente sulla costa a poca distanza da Antiochia e Apamea, di cui costituivano i centri portuali. Questo insieme urbanistico era diretta conseguenza della situazione dell'epoca: una situazione politicamente delicata, pur avendo scopi economici (Seleuco I voleva togliere il monopolio delle rotte marittime all'Egitto), in un'epoca d'insicurezza sulle vie di comunicazione terrestri che testimoniava anche le difficoltà del regno seleucide alla fine del IV secolo a.C.